# Mohrenkönigin
Mohrenkönigin bezeichnet eine alte, rote Rebsorte, die von der Bayerischen Landesanstalt für Weinbau und Gartenbau im Quartier der Deutschen Genbank Reben für die Zukunft erhalten wird (als Genpool sowie für Züchtungen). Versuchsweise wird aus ihr Rotwein hergestellt. Auch im Erhaltungsprojekt Südpfalzweinberg bei Weingarten wird die Rebsorte Mohrenkönigin vor dem Aussterben bewahrt.

## Ampelographische Sortenmerkmale
Die Trauben sind mittel bis groß, die Beeren groß, rund und purpurfarben. Die Mohrenkönigin ist gegen Beerenbotrytis relativ widerstandsfähig, liefert einen mittleren bis hohen Ertrag und reift mit dem Spätburgunder.

## Farbe und Geschmack des Weins
Der Wein ist hell in der Farbe, das heißt hellrot, straff, süffig und duftig (rote Johannisbeeren, roter Paprika). Er besitzt eine gute Säure, könnte für einen dunklen Rosé gehalten werden und erinnert an Trollinger.

## Synonym und Namensähnlichkeit
Die Rebsorte Mohrenkönigin wird auch Schaaftraube genannt.
Sie sollte nicht mit der Rebsorte Bondola, die das Synonym Mohrenkönig hat, verwechselt werden, da Bondola autochthon in der Schweiz ist.